# División Occidental
La división Occidental (en inglés: Western) es una de las cinco divisiones administrativas de primer orden de Gambia. La capital es la ciudad de Brikama.

## Distritos
La división Occidental se divide en 9 distritos:
- Foni Bintang-Karenai
- Foni Bondali
- Foni Brefet
- Foni Jarrol
- Foni Kansala
- Kombo Central
- Kombo Este
- Kombo Norte/Saint Mary
- Kombo Sur

## Demografía
La División Occidental consta de 1.764 kilómetros cuadrados que son el hogar de 486.710 personas (según cifras del censo llevado a cabo en el año 2008). Por lo que su densidad poblacional es de 276 pobladores por cada kilómetro cuadrado de la división. 